# Serralada Negra

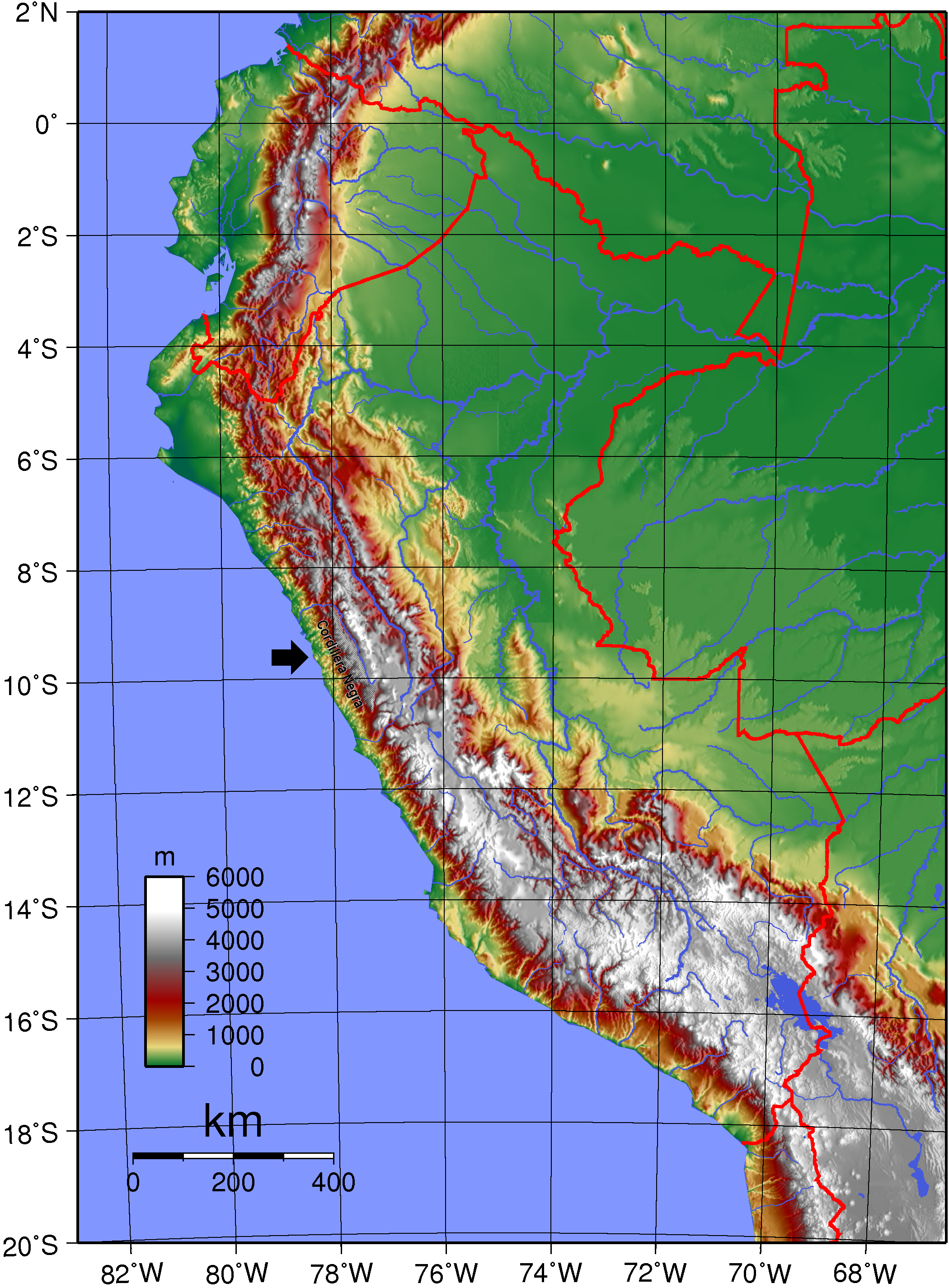
Cordillera Negra

La Serralada Negra (en castellà Cordillera Negra) és una cadena de muntanyes rocalloses que es troba al departament d'Ancash, al Perú. Els seus cims més elevats són el Coñocranra, amb 5.181 msnm, i el Flery Punta, o Carhuacocha, amb 5.070 m. Junt amb la Serralada Blanca formen l'anomenat Callejón de Huaylas, per on discorre el riu Santa.
La Serralada Negra s'estén sobre una àrea d'uns 180 km de llarg per 25 a 40 km d'amplada, estrenyent-se al NNW-SSE en direcció paral·lela a la costa del Pacífic, formant part de la serralada andina. En l'estreta franka costanera que hi ha entre la serralada i el mar hi ha deserts costaners.